# Comitetul Democrat Evreiesc
Comitetul Democrat Evreiesc a fost un partid politic de stânga, ce susținea că reprezintă interesele comunității evreiești din România. Spre deosebire de orientarea majorității evreilor din România, care susțineau sionismul (cum ar fi Partidul Evreiesc din România), CDE a fost de fapt un satelit al PCR. Liderii săi, M. H. Maxy, Bercu Feldman sau Barbu Lăzăreanu erau comuniști ideologici. Inițial, partidul n-a avut un discurs antisionist, pentru a putea recruta filiala locală a organizației socialist-sioniste Poale Sion. CDE s-a opus și Uniunii evreilor români, condusă de Wilhelm Filderman (militantul principal pentru asimilarea evreilor din perioada interbelică), absorbind o parte din aceasta, condusă Moise Zelțer-Sărățeanu.